# Yêu sách Tứ Sa
Yêu sách Tứ Sa (tiếng Anh: Four Sha) là chiến thuật mới thay thế đường lưỡi bò được Vụ phó Vụ Điều ước và pháp luật thuộc Bộ Ngoại giao Trung Quốc Mã Tân Dân đưa ra trong cuộc họp kín với Hoa Kỳ ở thành phố Boston vào ngày 28 và 29.8. Yêu sách này khẳng định chủ quyền của Trung Quốc đối với “Tứ Sa” bao gồm bốn nhóm đảo: Đông Sa (quần đảo Pratas), Tây Sa (quần đảo Hoàng Sa), Nam Sa (quần đảo Trường Sa) và Trung Sa (bãi Macclesfield); đồng thời, cũng đòi hỏi quyền được hưởng vùng đặc quyền kinh tế 200 hải lý (gần như toàn bộ Biển Đông) xung quanh bốn khu vực quần đảo này.

## Bối cảnh
Yêu sách của Trung Quốc được triển khai sau khi Tòa án Trọng tài thường trực (PCA) ở The Hague (Hà Lan) vào tháng 7.2016 ra phán quyết bác bỏ dứt khoát yêu sách ‘chủ quyền lịch sử’ của “đường lưỡi bò” ở Biển Đông do chính họ vẽ ra. Mục đích cuối cùng của nó vẫn là nhằm sở hữu một khu vực rộng lớn ở Biển Đông, cho đó là một phần thuộc thềm lục địa mở rộng của Trung Quốc.
Vào năm 2012, Trung Quốc đã lập một đơn vị hành chánh mới gọi là thành phố Tam Sa để quản lý các quần đảo Hoàng Sa, Trường Sa, và bãi Macclesfield, với dân số khoảng 2.500 người.

## Phân tích
Hai chuyên gia luật pháp quốc tế Julian Ku và Christopher Mirasola cho biết, mặc dù chiến thuật mới yếu về mặt pháp lý (thậm chí yếu hơn cả “đường đứt đoạn”), nhưng vẫn đem lại cho Trung Quốc một số lợi ích nhất định. 
- Thứ nhất, việc đưa ra yêu sách “đường đứt đoạn” trước đây đã khiến Trung Quốc trở thành tâm điểm của nhiều chỉ trích, trong khi yêu sách chủ quyền đối với “Tứ Sa” có thể vấp phải ít chỉ trích hơn.
- Thứ hai, Trung Quốc có thể làm giảm thiểu sự phản đối của cộng đồng quốc tế và giành được sự ủng hộ của các đối tác tiềm năng trong khu vực (như Philippines) nhờ việc tuyên bố yêu sách với câu chữ gần với quy định của UNCLOS hơn.
- Thứ ba, với vai trò là một cường quốc đang nổi lên, Trung Quốc rất muốn tham gia vào việc định hình luật chơi, cụ thể là tìm cách giải thích lại các quy định của UNCLOS và các quy định hiện hành của luật pháp quốc tế theo hướng phù hợp với lợi ích quốc gia của mình. Trung Quốc có thể dựa vào đội ngũ luật sư và học giả luật pháp quốc tế để tìm kiếm sự ủng hộ của cộng đồng quốc tế – đây chính là chiến lược chiến tranh pháp lý, kết hợp với chiến tranh truyền thông và chiến tranh tâm lý, mà Trung Quốc đang muốn triển khai để củng cố yêu sách trên Biển Đông.[3]

## Nhận xét
- Ông Michael Pillsbury, thành viên cao cấp của Viện Hudson, và là giám đốc của Trung tâm Chiến lược Trung Quốc, cho biết ý đồ mới nhất của Trung Quốc, chiến tranh pháp lý, là một trong ba công cụ trong chiến tranh thông tin của Trung Quốc. Hai công cụ kia là chiến tranh truyền thông và chiến tranh tâm lý.[2]
- Th.S. Nguyễn Hoàng Minh, nghiên cứu viên của Viện Biển Đông, Học viện Ngoại giao, cho là yêu sách này là để "thăm dò phản ứng của Mỹ và cộng đồng quốc tế thông qua việc đưa ra nhiều giả thiết về yêu sách chủ quyền và quyền chủ quyền. Qua đó, Trung Quốc muốn lợi dụng sự mập mờ để có thể triển khai nhiều cách diễn giải khác nhau trước khi đưa ra một tuyên bố chính thức có lợi nhất, trong khi tiếp tục đẩy mạnh các hoạt động trên thực địa nhằm củng cố quyền kiểm soát trên Biển Đông." [4]

## Quan điểm quốc tế

### Hoa kỳ
Hoa Kỳ không thừa nhận quyền kiểm soát của Trung Quốc đối với các quần đảo vừa nêu, và nhấn mạnh vùng biển nơi qua lại của lượng hàng hóa trị giá ước lượng khoảng 3,37 nghìn tỷ đôla hàng năm, là biển quốc tế. Ngũ Giác Đài và Bộ Ngoại giao Mỹ khẳng định Biển Đông là lãnh hải quốc tế và tàu bè cũng như máy bay Mỹ sẽ qua lại trong khu vực, bất chấp các tuyên bố của Trung Quốc rằng vùng biển này là thuộc quyền kiểm soát của Trung Quốc.